# 格隆
格隆（德語：Glonn，發音：[ɡlɔn]）是德国巴伐利亚州上巴伐利亚行政区埃伯斯贝格县的市镇，面积30.23平方千米，2023年12月31日人口为5,329人。